# Samuel Alphonsius Stritch
Samuel Alphonsius Stritch (Nashville, 17 agosto 1887 – Roma, 27 maggio 1958) è stato un cardinale e arcivescovo cattolico statunitense.

## Biografia
Nacque a Nashville il 17 agosto 1887, figlio di un manager, Garret Strich, e della di lui consorte Katherine O'Malley; aveva due fratelli e cinque sorelle.
Il 10 agosto 1921 fu nominato vescovo di Toledo (nell'Ohio, Stati Uniti d'America), sede episcopale che lasciò nel 1930 in quanto nominato arcivescovo di Milwaukee.
Nel 1939 venne trasferito nella sede arcivescovile di Chicago, ove rimase fino al 1º marzo 1958, quando venne nominato pro-prefetto della Congregazione per la Propaganda della Fede.
Papa Pio XII lo elevò al rango di cardinale nel concistoro del 18 febbraio 1946 con il titolo di Sant'Agnese fuori le mura.
Morì il 27 maggio 1958 all'età di 70 anni. Nel periodo del suo cardinalato non vi furono conclavi.

## Genealogia episcopale e successione apostolica
La genealogia episcopale è:
- Cardinale Scipione Rebiba
- Cardinale Giulio Antonio Santori
- Cardinale Girolamo Bernerio, O.P.
- Arcivescovo Galeazzo Sanvitale
- Cardinale Ludovico Ludovisi
- Cardinale Luigi Caetani
- Cardinale Ulderico Carpegna
- Cardinale Paluzzo Paluzzi Altieri degli Albertoni
- Cardinale Gaspare Carpegna
- Cardinale Fabrizio Paolucci
- Cardinale Francesco Barberini
- Cardinale Annibale Albani
- Cardinale Federico Marcello Lante Montefeltro della Rovere
- Vescovo Charles Walmesley, O.S.B.
- Arcivescovo John Carroll, S.I.
- Vescovo Benedict Joseph Flaget, P.S.S.
- Arcivescovo Francis Patrick Kenrick
- Arcivescovo William Henry Elder
- Arcivescovo Henry Moeller
- Cardinale Samuel Alphonsius Stritch

La successione apostolica è:
- Vescovo Francis Joseph Magner (1941)
- Arcivescovo Adolph Alexander Noser, S.V.D. (1947)
- Vescovo Augustine Francis Wildermuth, S.I. (1947)
- Arcivescovo Leo Clement Andrew Arkfeld, S.V.D. (1948)
- Vescovo Stephen Anthony Appelhans, S.V.D. (1948)
- Vescovo Martin Dewey McNamara (1949)
- Arcivescovo William Edward Cousins (1949)
- Vescovo William Aloysius O'Connor (1949)
- Vescovo John Baptist Franz (1951)
- Vescovo Raymond Peter Hillinger (1953)
- Vescovo Tiago Miguel James Michael Ryan, O.F.M. (1958)